# 余辉 (学者)
余辉（1959年—），汉族，中国共产党党员，中华人民共和国学者、第十一、十二届全国政协委员。
出身于军人家庭。少年时，余辉开始学习绘画。1983年，毕业于南京师范大学美术系。1990年，中央美术学院研究生毕业后，进入故宫博物院，从事文物鉴定与研究。担任国家文物鉴定委员会委员，故宫博物院研究馆员，历任故宫博物院书画部主任、研究室主任科研处（研究室）主任。2008年，当选第十一届全国政协委员，代表文化艺术界，分入第二十六组。并担任文史和学习委员会专委。